# Ommerschans
De Ommerschans is een buurtschap en een (voormalig) vestingwerk in het noorden van de gemeente Ommen in de Nederlandse provincie Overijssel. De restanten van de vesting liggen ongeveer 2 kilometer ten zuiden van Balkbrug. De buurtschap telde in 2015 145 inwoners.

## Vesting

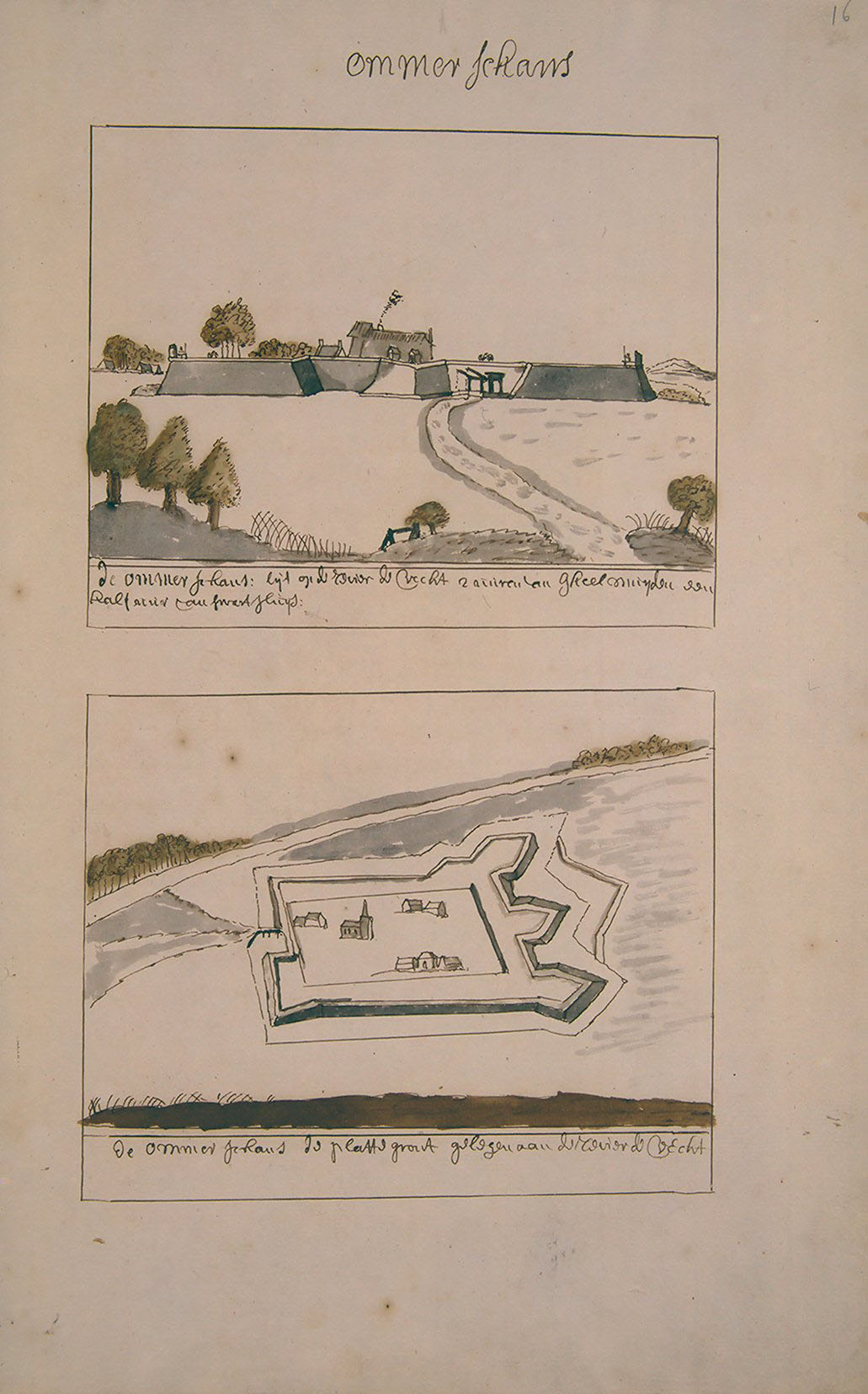
De Ommerschans tussen 1710 en 1735

De belangrijke route van Ommen naar het noorden splitste zich bij Balkbrug in een weg via Meppel naar Leeuwarden en een andere via Hoogeveen naar Groningen. Ten zuiden van deze splitsing werd in 1599 een redoute aangelegd. 
In 1623-'28 volgde de uitbouw tot Ommerschans op kosten van Groningen en Friesland om de weg, die door het ontoegankelijke veen van Ommen naar Zuidwolde liep, te verdedigen tegen de Spaanse troepen. De angst bestond dat zij vanuit het zuiden naar het noorden zouden oprukken. 
De schans maakte deel uit van een hele linie van verdedigingswerken, zoals De Lichtmis, Coevorden, Bourtange en Bellingwolde. Deze laatste drie werden gebouwd door Groningen, als verdedigingswerken in het oosten van het land. 
Rond 1670 werd de Ommerschans verder versterkt. Na 
de val van Deventer in juni 1672 trok een groot gedeelte van de troepen van Bernhard van Galen, de bisschop van Münster, naar Ommen en bezette van daaruit de schans. Dat gebeurde zonder slag of stoot, de verdediging vluchtte bij het zien van de vijand naar het noorden.
Vanaf dat moment nam de militaire betekenis van de schans af. Er bleef een bezettingsmacht aanwezig, maar die had meer te stellen met de plaatselijke bevolking dan met vijandige militairen. Aan de inwoners van het stadje Ommen werden namelijk diverse beperkingen opgelegd aangaande het gebruik van grond in de nabijheid van de Ommerschans. In 1715 besloot de Raad van State de Ommerschans te ontruimen. De commandant bleef er wonen en behield het vruchtgebruik van de tuinen en weiden bij de schans. De burgerij van Ommen accepteerde dit niet en verjoeg de commandant.
In 1740 kwam de schans weer in militaire handen. Zij werd vergroot en kreeg dan o.a. vier bastions, vier ravelijnen en een dubbele gracht. Het terrein werd ingericht tot een van de grote munitieopslagplaatsen van Nederland: 's Lands Magazijnen. Haar militaire betekenis nam rond 1800 steeds meer af.

## Bedelaarskolonie

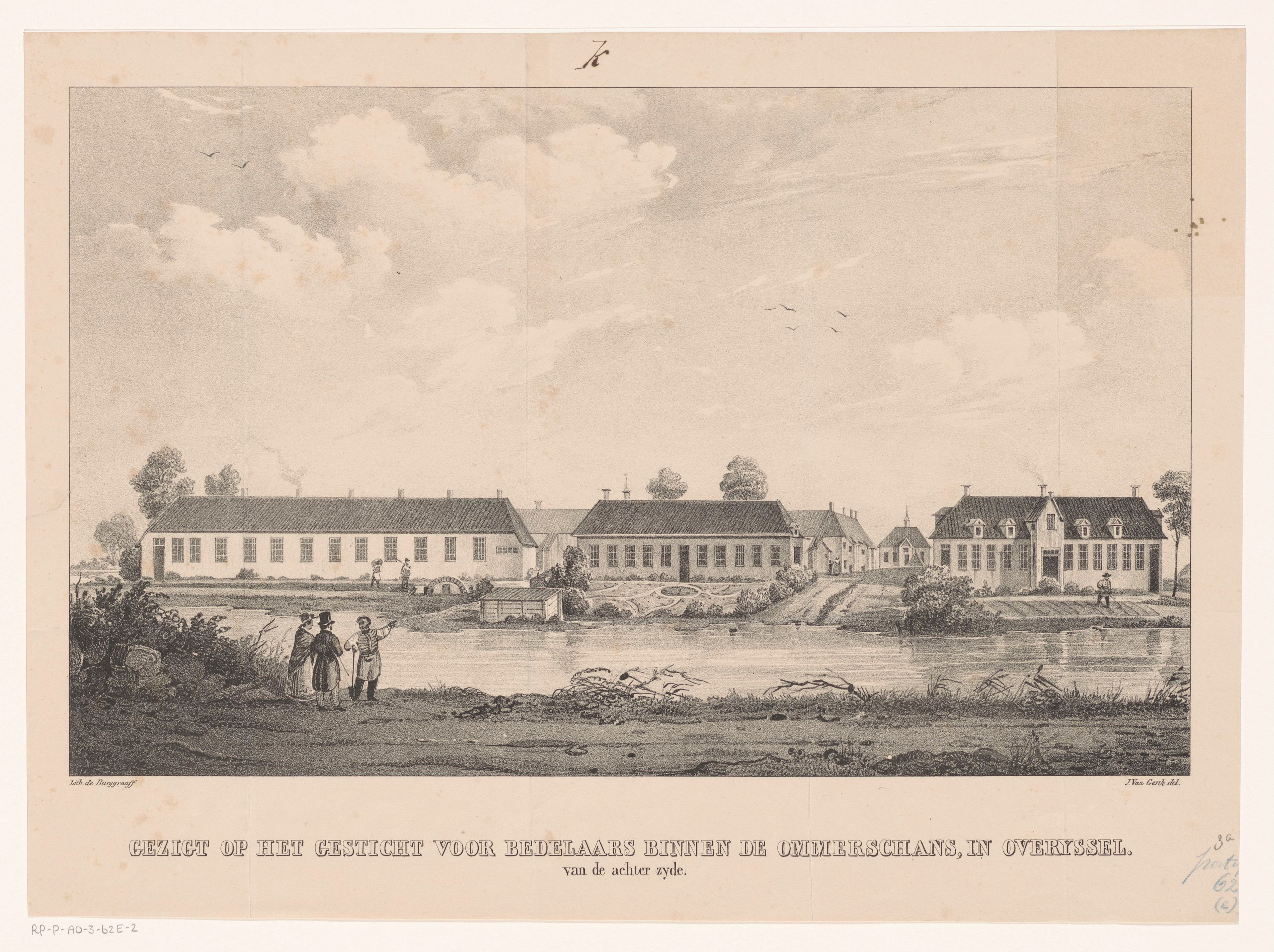
Gesticht voor bedelaars in 1819

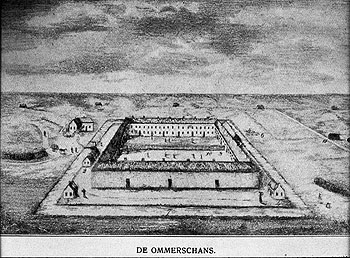
Ommerschans in 1820

In 1819 wordt het terrein in bruikleen gegeven aan de Maatschappij van Weldadigheid, die er een bedelaarskolonie stichtte. Deze kolonie en de wantoestanden die daar heersten worden uitgebreid beschreven in het dagboek van Jacob van Lennep, die er in 1823 tijdens zijn voettocht door Nederland samen met studievriend Dirk van Hogendorp op bezoek ging .In 1890 werd de bedelaarskolonie opgeheven. Vanaf 1894 werden de landerijen gebruikt door het iets noordelijker gelegen opvoedingsgesticht voor jongeren, Veldzicht, te Balkbrug. Tegenwoordig staat er in Balkbrug op de plaats van het opvoedingsgesticht het Centrum voor Transculturele Psychiatrie Veldzicht.
Van de oorspronkelijke Ommerschans is weinig meer overgebleven dan een deel van de omgrachting.

## Monumenten
Een aanzienlijk deel van Ommerschans is een beschermd dorpsgezicht.
Zie ook:
- Lijst van rijksmonumenten in Ommerschans
- Lijst van gemeentelijke monumenten in Ommerschans

## Archeologische vondst
In 1896 werd nabij Ommerschans, even ten noorden van de Maatschappijwijk, het zwaard van Ommerschans gevonden, een ceremonieel wapen uit de bronstijd.